# Lukashi
Lukashi är ett vattendrag i Kongo-Kinshasa, ett biflöde till Lomamifloden. Det ligger i provinsen Lomami, i den centrala delen av landet, 1 200 km öster om huvudstaden Kinshasa.